# Корікова Олена Юріївна
Олена Юріївна Корікова (рос. Елена Юрьевна Корикова; нар. 12 квітня 1972, Тобольськ, Російська РФСР) — російська акторка.

## Життєпис
Народилася 12 квітня 1972 року. у м.Тобольськ, Тюменська область.
Закінчила Всесоюзний державний інститут кінематофафії (1994, майстерня С. Соловйова).
Знялась в українських фільмах: «Ха-бі-аси» (1990, Маша), «Приятель небіжчика» (1997).
Знімалась у кліпах Аліни Гросу, Павла Зіброва, Алли Пугачової, Леоніда Агутіна, Ігоря Крутого, Валерія Леонтьєва.
7 лютого 2020 р. під час спроби в'їхати в Україну з території Молдови, працівники Державної прикордонної служби України з'ясували, що вона раніше порушувала порядок в'їзду на територію тимчасово окупованої Автономної Республіки Крим. На цій підставі прикордонники відмовили Коріковій у в'їзді і зробили відмітку про заборону в'їзду до України на три роки. Того ж дня намагалась в'їхати до України через інший пункт пропуску, на якому за невиконання заборони на в'їзд була оштрафована за статтею 203-1 КУпАП, заборону на в'їзд продовжено до 10 років. 

## Фільмографія
- 2012 «Мами» — Оксана
- 2003-2004 «Бідна Настя» — Анна Платонова
- 1997 «Приятель небіжчика» — Марина

## Нагороди
- Приз за найкращу жіночу роль на фестивалі «Кіношок» (1995, за фільм «Панянка-селянка» («Барышня-крестьянка»))
- Приз Санкт-Петербурзького фестивалю російських молодіжних фільмів (1995, за роль у фільмі «Колечко золоте, букет з червоних троянд» («Колечко золотое, букет из алых роз»))
- Приз фестивалю «Золотий витязь» (1999, за фільм «Му-му»)
- Приз симпатій газети «Комсомольская правда» «Прем'єра-2003» за роль у спектаклі «Анфіса»